# Dislokation (Medizin)
Unter Dislokation (lateinisch dislocatio) wird in der Medizin, vornehmlich in der Unfallchirurgie (Traumatologie), die Verschiebung bzw. Lageveränderung von Organen oder Organteilen aus ihrer anatomisch korrekten Position verstanden. Am gebräuchlichsten ist der Begriff zur Beschreibung von Knochenbrüchen (Frakturen) und Gelenkausrenkungen (Luxationen). Er bezeichnet aber auch die erworbene Fehllage innerer Organe oder in den Körper eingebrachter Implantate, Sonden und Katheter.

## Formen der Dislokation
Unterteilen lassen sich Dislokationen nach der Art ihrer Entstehung in sofort nach einem Unfallereignis aufgetretene „primäre“ und in die nach anfangs korrekter oder ärztlich korrigierter Frakturstellung später im Heilungsverlauf entstandene „sekundären“. Letztere ist in der Regel eine Komplikation der Behandlung und wird auch als sekundärer Korrekturverlust bezeichnet.
Nach der Art der Verschiebung der Bruchstücke werden unterschieden:
- der Achsenknick (lateinisch dislocatio ad axim): Die Bruchstücke stehen in der Längsachse des Knochens in einem Winkel zueinander.
- der seitliche Versatz (lateinisch dislocatio ad latus): Die Längsachsen der Fragmente stehen parallel, aber im Bruchbereich mit seitlichem Versatz zueinander.
- die Längenfehlstellung (lateinisch dislocatio ad longitudinem): Der Knochen ist verkürzt (cum contractione bzw. cum abbreviatione) oder verlängert (cum distractione).
- die Verdrehung (lateinisch dislocatio ad peripheriam): Die Bruchstücke sind gegensinnig um die Längsachse verdreht.

Alle Formen können auch miteinander kombiniert vorliegen.

## Folgen
Die Folgen einer nicht hinreichend behandelten Dislokation reichen von rein kosmetisch störenden Fehlstellungen des gebrochenen Knochens über Funktionsstörungen der betroffenen Gliedmaße jeden Ausmaßes, bis hin zum Ausbleiben der Knochenbruchheilung (Pseudarthrose).

## Behandlung
Die Behandlung besteht aus der Einrichtung (Reposition) der Fragmente und ihrer Fixierung (Retention) in korrekter Stellung.

## Weitere Verwendungen des Begriffs
Eine Dislokation innerer Organe kann beispielsweise durch einen Verschüttungsunfall oder eine Quetschung von Bauch und Brustkorb im Rahmen eines Verkehrsunfalls zustande kommen. Ein Beispiel ist die Verlagerung der Milz in die linke Brusthöhle bei einem Riss des Zwerchfells.
Sonden von Herzschrittmachern, implantierbaren Defibrillatoren und ähnlichen Vorrichtungen können aus verschiedenen Gründen dislozieren, also ihre gewünschte Position verlassen, wodurch die Vorrichtung in der Regel ihre Funktion einbüßt. Das Gleiche gilt für implantierte Stents, beispielsweise in den Gallenwegen oder peripheren Arterien.
Auch sekundäre Fehllagen von Kathetern, wie Blasenkathetern oder Venenkathetern, werden als Dislokation bezeichnet.
Die Dislokation von Brustimplantaten kann einerseits schmerzhaft sein, aber auch das ästhetische Operationsergebnis zunichtemachen.